# Idanha-a-Nova
Idanha-a-Nova (i'dɐɲɐ ɐ 'nɔvɐ) è un comune portoghese di 11 659 abitanti situato nel distretto di Castelo Branco.

## Società

### Evoluzione demografica
| Popolazione di Idanha-a-Nova (1801 – 2004) | Popolazione di Idanha-a-Nova (1801 – 2004) | Popolazione di Idanha-a-Nova (1801 – 2004) | Popolazione di Idanha-a-Nova (1801 – 2004) | Popolazione di Idanha-a-Nova (1801 – 2004) | Popolazione di Idanha-a-Nova (1801 – 2004) | Popolazione di Idanha-a-Nova (1801 – 2004) | Popolazione di Idanha-a-Nova (1801 – 2004) | Popolazione di Idanha-a-Nova (1801 – 2004) |
| ------------------------------------------ | ------------------------------------------ | ------------------------------------------ | ------------------------------------------ | ------------------------------------------ | ------------------------------------------ | ------------------------------------------ | ------------------------------------------ | ------------------------------------------ |
| 1801                                       | 1849                                       | 1900                                       | 1930                                       | 1960                                       | 1981                                       | 1991                                       | 2001                                       | 2004                                       |
| 3543                                       | 9844                                       | 23002                                      | 27998                                      | 30418                                      | 16101                                      | 13630                                      | 11659                                      | 10929                                      |

## Freguesias
- Alcafozes
- Aldeia de Santa Margarida
- Idanha-a-Nova
- Idanha-a-Velha
- Ladoeiro
- Medelim
- Monfortinho
- Monsanto
- Oledo
- Penha Garcia
- Proença-a-Velha
- Rosmaninhal
- Salvaterra do Extremo
- São Miguel de Acha
- Segura
- Toulões
- Zebreira